# Selaginella orinocensis
Selaginella orinocensis är en mosslummerväxtart som beskrevs av Paul Jean Baptiste Maury. Selaginella orinocensis ingår i släktet mosslumrar, och familjen mosslummerväxter. Inga underarter finns listade i Catalogue of Life.